# Rappensee
Le Rappensee (ou Großer Rappensee ou lac de Rappen) est un lac de haute montagne de Bavière, à 2047 m d'altitude dans les Alpes d'Allgäu. Il s'agit du lac principal dans un cirque glaciaire avec d'autres lacs plus petits, comme le Kleiner Rappensee.

## Géographie
Il se situe à 506 m au nord du Rappenseekopf, sur la frontière entre l'Allemagne et l'Autriche. Le cirque glaciaire où il se trouve est composé au sud du Kleiner Rappenkopf, du Hochrappenkopf, du Rappenseekopf, du Hochgundspitze, du Rotgundspitze et du Linkerskopf et au sud du Seebichel.
Le lac est compris dans le territoire de la commune d'Oberstdorf. Il s'agit du lac le plus méridional d'Allemagne.

## Description
Le lac mesure 240 m de long et 150 m de large pour une surface de 2,3 hectares avec une profondeur maximale d'environ 8 m. Il fait partie du bassin versant de l'Iller et du Danube.

## Kleiner Rappensee
Le Kleiner Rappensee se situe à 200 m au nord-est du Großer Rappensee. Il est juste en dessous du refuge du Rappensee. Il fait environ 70 m de long et 65 m de large pour une superficie d'environ 0,3 ha. Le Kleiner Rappensee n'est pas draîné par le Großer Rappensee, mais se jette près du refuge avec une cascade.